# 波特氏非洲脂鯉
波特氏非洲脂鯉為輻鰭魚綱脂鯉目脂鯉亞目鮭脂鯉科的其中一種，為熱帶淡水魚，分布於非洲剛果河流域，體長可達16公分，棲息在底中層水域，生活習性不明。

## 扩展阅读
維基物種上的相關：波特氏非洲脂鯉